# Hydraena bulgarica
Hydraena bulgarica är en skalbaggsart som beskrevs av Breit 1916. Hydraena bulgarica ingår i släktet Hydraena och familjen vattenbrynsbaggar. Inga underarter finns listade i Catalogue of Life.